# نورسلطان بلگیبایف
نورسلطان بلگیبایف (قزاقی: Нұрсұлтан Қайратұлы Белгібаев؛ زادهٔ ۳ اوت ۱۹۹۱) بازیکن هاکی روی یخ اهل قزاقستان است.